# Il funkytarro
Il funkytarro è un singolo del gruppo musicale italiano Articolo 31, pubblicato nel 1996 come secondo estratto dal terzo album in studio Così com'è.

## Descrizione
Il funkytarro è una orgogliosa celebrazione dello stile di vita tamarro, in cui il duo si riconosce, raccontato attraverso una serie di piccole cose facenti parte della vita di tutti i giorni.
Nel corso del brano J-Ax si definisce «freak come Bersani» e «trash come la Marini e Adriano Pappalardo». In seguito il concetto viene ribadito con la frase «Funky come Pino D'Angiò, però tarro come Massimo Ciavarro». Il testo riprende alcuni versi della canzone Grande figlio di puttana degli Stadio, trasformati però in prima persona: "Ho donne sparse per l'Italia, io colpisco e scappo via, ma con ognuna ho fatto un pianto, ho pianto pure con la tua".
Il singolo è arrivato alla posizione #22 dei singoli più venduti in Italia.

## Tracce
12"
- Lato A

1. Funkytarro (Versione originale) – 4:48
2. Funkytarro (Versione acustica) – 4:48
3. Funkytarro (Versione strumentale) – 4:48

- Lato B

1. Cavaliere senza re – 6:44
2. Cavaliere senza re (Versione strumentale) – 6:38